# Youlia Fedossova
Youlia Fedossova (ur. 1 lipca 1988 w Nowosybirsku) – francuska tenisistka rosyjskiego pochodzenia.
Jej nazwisko stało się znane w 2004 roku, kiedy w Tokio pokonała Meghann Shaughnessy i Akiko Morigami w drodze do pierwszego w karierze zawodowego ćwierćfinału (przegrała z Mariją Szarapową). Był to jej debiut w zawodowym turnieju tenisowym. Wówczas awansowała o 180 pozycji w rankingu tenisistek. W roku 2005 zadebiutowała w turnieju wielkoszlemowym na French Open. Rok później na tym turnieju również odpadła w pierwszej rundzie, ale zdobyła seta najlepszej fińskiej zawodniczce, Emmie Laine. W sierpniu na kortach US Open pokonała Anabel Medinę Garrigues, a przegrała w drugiej rundzie z Kaią Kanepi (trzeci set 5:7). W październiku wyrównała swe najlepsze zawodowe osiągnięcie ćwierćfinałem w Tokio, przegranym w trzech setach z rodaczką Camille Pin.
W roku 2007 doszła do drugiej rundy Australian Open, pokonana przez Dinarę Safinę. W pierwszej części sezonu nie osiągała wyższych wyników. Dobre rezultaty osiągała na turniejach ITF w Rzymie i Orange. Organizatorzy French Open przyznali jej dziką kartę na udział w turnieju głównym.